# Betulia (Santander)
Betulia es un municipio del departamento de Santander, en Colombia. Fundado en 1844 por José María Prada, Julián García, Pedro Gómez y el sacerdote Pedro Guarín. 
Es conocida popularmente como La Niña Blanca de Santander.

## Toponimia
Su nombre tiene origen bíblico, siendo tomado de la ciudad homónima mencionada en el libro de Judith. 

## División Político-Administrativa
Además de su cabecera municipal, Betulia tiene bajo su jurisdicción los siguientes centros poblados:
- El Peaje
- La Playa
- Tienda Nueva

## Geografía
Está ubicado en el centrooccidente del departamento, a unos 90 km de la capital, Bucaramanga, o a 2 horas aproximadamente por carretera. Las coordenadas son 73,18º de longitud oeste y 6,55º de latitud norte.
Limita con los municipios de San Vicente de Chucurí (sur y occidente), Zapatoca (sur y suroriente), y Girón (norte y nororiente). Comprende tierras montañosas y planas, teniendo alturas que oscilan entre los 100 y los 2100 m s. n. m. . Por ello, posee variedad de climas que van desde los cálidos lluviosos (Valle del Sogamoso y llanura del Río Magdalena) hasta los templados y fríos (zonas altas de la Serranía de los Yariguíes). 
El núcleo urbano se sitúa a los 1820 m s. n. m. y mantiene una temperatura media de 21 °C.

## Población
Sus tipos humanos también varían, desde el caucásico hasta el mestizo, productos de etapas diferentes de migración y mestizaje. El censo de 2018 registró una población de 5230 personas, frente a 5244 registradas en 2005, lo que significa que la población se mantiene estable; esto debido al fenómeno de constante emigración por motivos laborales, que desde los años 60 afecta al municipio. Según el último censo nacional de población, el 53,2% de los habitantes son hombres y el 46.2% son mujeres, cifra inversa a la tendencia nacional que da un mayor porcentaje de mujeres que hombres en la población del país. Tales datos están afectados también por el fenómeno migratorio, que es más acusado entre las mujeres que en los hombres.  El índice de envejecimiento también ha aumentado sensiblemente desde 1985. Si en dicho año el 8,09% de los habitantes tenían más de 65 años, en 2018 la cifra subió al 38,4% lo que se relaciona a un aumento sensible en la esperanza de vida; en cambio, el índice de juventud (15-29 años) se mantiene casi estable con una tendencia leve a la baja: de 25,8% en 1985 se pasó a 23,9 en 2018. 
El índice de alfabetismo en 2018 era del 91,44%.

## Historia

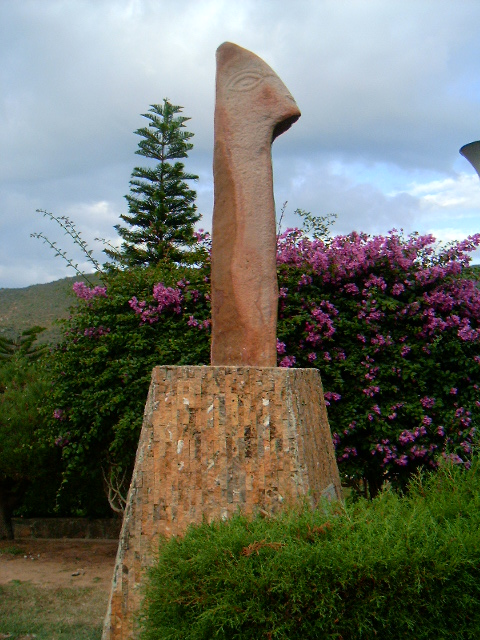
Dios Mohán.

Betulia fue fundado el 13 de febrero de 1844 como Distrito Parroquial desmembrándose de Zapatoca. Vale aclarar que el Distrito parroquial era la base del régimen territorial de la época, que después, con la sanción de la Constitución de 1886 fue cambiado por la denominación de Municipio.
La fundación de Betulia y de otros municipios como San Vicente de Chucurí, Santa Helena del Opón y Barrancabermeja, entre otros, obedeció al proyecto liberal de apertura de caminos hacia el río Magdalena (principal vía de comunicación entre la Costa Atlántica y el interior de la República en el siglo XIX) y colonización del valle del Magdalena Medio, que hasta el siglo XIX se hallaba habitado únicamente por los indígenas Yariguies, quienes habían resistido con relativo éxito durante más de 3 siglos la invasión y conquista española. La intención era entonces, abrir caminos y asegurar de una vez por todas la colonización de una zona considera en el momento vital para la economía regional y nacional.

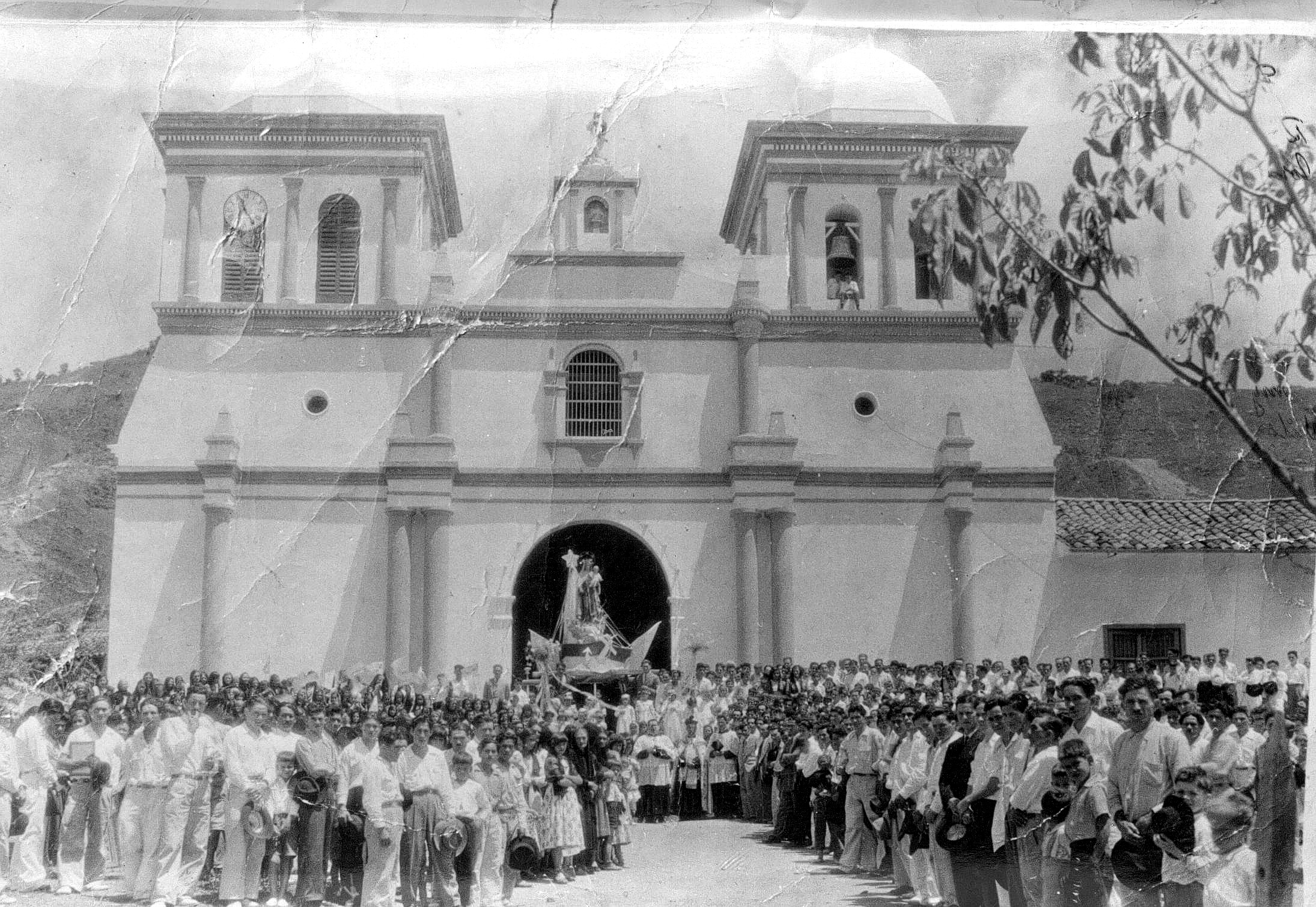
Comunidad de Betulia frente al antiguo templo parroquial, durante una festividad religiosa (década de 1950)

Particularmente, las fundaciones realizadas en el transcurso del siglo XIX en el cantón de Zapatoca fueron el producto de la necesidad de establecer un punto de apoyo para los usuarios del camino real. Las fundaciones más importantes en este sentido fueron Betulia (1844) y San Vicente de Chucurí. La Fuente (actualmente corregimiento de Zapatoca) también nació como parte de esta necesidad del proyecto. Acompañando las fundaciones de Betulia y San Vicente se estableció una población en el sito de Bermejales, (Barrancabermeja) como parte de la propuesta de Joaquín Acosta, encargado de hacer el proyecto de caminos, de que este poblado sirviera de bodega y para atender a los viajeros.

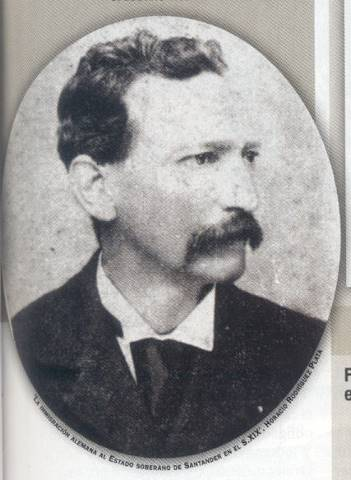
El legendario inmigrante alemán Geo Von Lengerke (1827-1882)

Betulia se concibió entonces, como un punto de apoyo a los mercaderes y viajeros. No obstante, nunca logró obtener un desarrollo considerable y pronto otras poblaciones como San Vicente de Chucurí (hermana de nacimiento) y Barrancabermeja la superaron debido al auge del café, del cacao y del petróleo. Si bien por la zona rural de Betulia se ubicaron empresas colonizadoras y agroexportadoras famosas durante la segunda mitad del siglo XIX (por ejemplo, las del alemán Geo von Lengerke con la quina), los beneficios reportaron muy poco a la cabecera municipal, por las mismas características extractivas de las empresas. Además, el proyecto del camino al río Magdalena por el río Chucurí nunca logró consolidarse como una obra rentable y bien pronto Betulia se aisló en la pequeña planada en la cual fue fundado, prácticamente incomunicado de sus principales y más fértiles tierras del río Sogamoso y Tienda Nueva (cuyos habitantes preferían ir a municipios como San Vicente o Barranca a comerciar sus productos agrícolas). La ubicación del poblado, en una cima de la Serranía de los Yariguíes, al extremo oriente de la jurisdicción municipal tampoco favoreció las comunicaciones con las tierras bajas de su zona rural.

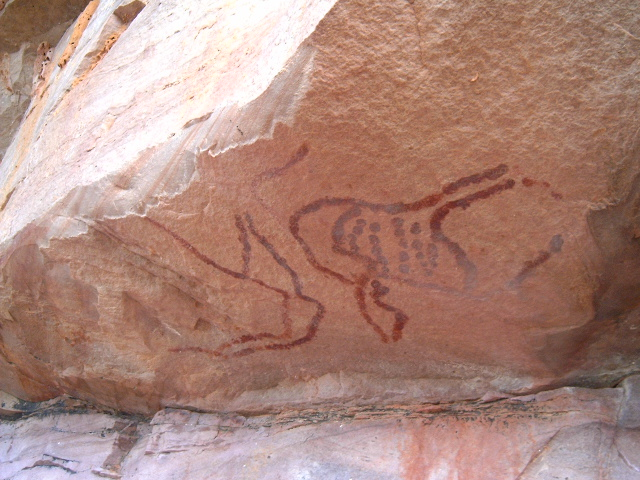
Pinturas rupestres.

Este relativo aislamiento de las zonas más productivas y pujantes de la región, continuó durante el siglo XX y solo al final del mismo y comienzos del nuevo milenio la apertura de vías de comunicación a los municipios vecinos y al interior del municipio, promete dar fin a dicho aislamiento.

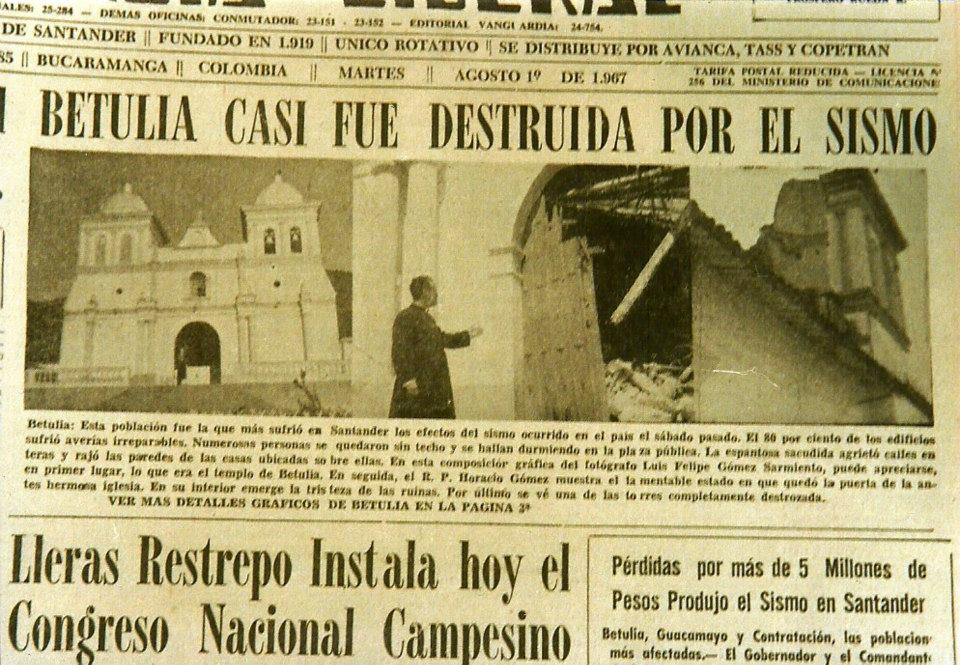
Portada del periódico Vanguardia Liberal dando cuenta del impacto del terremoto de 1967 en Betulia

Esta situación,  sin embargo, ha otorgado a Betulia una serie de características observables hoy día, y que merecen la atención, pues han marcado muchos aspectos de la cultura, la política y la economía misma de la zona. 
Betulia hace parte del Magdalena Medio, especialmente por las características rurales (zonas ubicadas en el Valle del Magdalena y en los valles de los ríos Chucurí y Sogamoso) pero su realidad urbana difiere mucho de dicha zona, al igual que su idiosincrasia, ligada más a los andes santandereanos. Hay entonces marcadas diferencias culturales entre su zona rural occidental y su zona urbana y rural oriental.

## Economía y sociedad

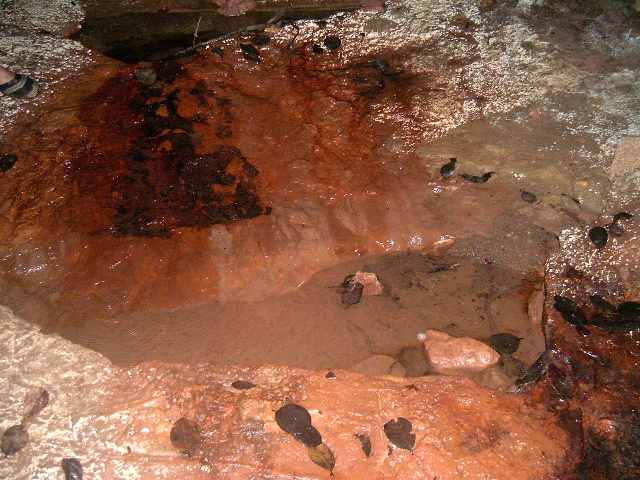
Cueva de la Reina.

Debido a su relativo aislamiento, Betulia ha tenido un comercio intermunicipal poco desarrollado. Gracias a la diversidad en sus pisos térmicos, se da un autoabastecimiento agrícola, “importa” muy pocos productos del agro (además de los manufacturados) y “exporta” café, tabaco, cacao, hortalizas y frutales, en principio, a municipios vecinos como Girón, San Vicente, Bucaramanga y Zapatoca, y, en los últimos años, a Barrancabermeja. Tampoco se orientó la economía en la perspectiva de la industria: a lo sumo una pequeña artesanía (sombreros de jipijapa a finales del siglo XIX y al comienzos del XX) y elaboración de tabaco. Las microempresas no han logrado establecerse con éxito hasta el momento.
Con el nuevo milenio, sin embargo, se han llevado a cabo cambios en la estructura económica municipal: La primera ha sido la construcción de la represa de Hidrosogamoso, en zona baja del área municipal, la cual ha generado significativos recursos en materia de regalías, y promete cambios orientados hacia el turismo rural y ecológico. La segunda ha sido la progresiva introducción de cultivos de tomate de invernadero, lo cual ha llevado a la inversión en monocultivos, produciendo una relativa bonanza, pero en desdén de muchos productos tradicionales, que han dejado de cultivarse.
Los cambios en materia económica, el aumento de la demanda de agua para el riego, aunado a los cambios climáticos, todo ello ha estado afectando la provisión de agua, que no se ha caracterizado históricamente por ser abundante. Así, es visible la progresiva desaparición de pequeñas quebradas que atravesaban o circundaban el poblado municipal, y el aumento de los períodos de sequía.

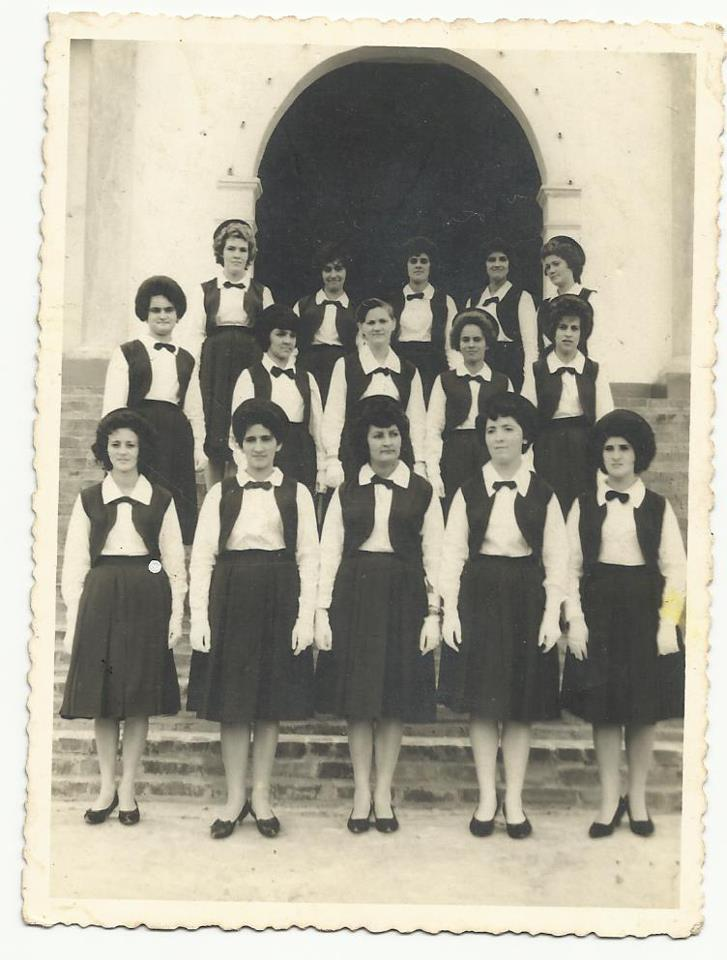
Primera promoción del Colegio Nuestra Señora de Lourdes, que entonces era exclusivamente femenino. (años 1960)

En cuanto a la distribución de tierras, se observa el predominio de la pequeña y mediana propiedad, especialmente en la mayoría de las veredas ubicadas al oriente del río Chucurí. Las grandes haciendas solo pudieron desarrollarse principalmente en veredas del occidente municipal, tales como Montebello y Sogamoso, que estuvieron durante por muchos años bastante distantes del centro poblado, como para crear una élite política y social con influencia sobre el poblado. Aunque existía, como en todo pueblo, el tradicional grupo de la “elite local”, su injerencia sobre la vida local no se compara con otros municipios con verdaderas clases dirigentes tradicionales, con poder y dominio sobre la mayoría de los pobladores. Por tanto, tampoco se produjeron movimientos sociales importantes (campesinos reivindicando tierras, por ejemplo) que crearan un clima de agitación social con eco dentro de la zona urbana. Según algunos investigadores, estos movimientos se dieron, de manera desorganizada, a principios de siglo y en las zonas circundantes a Barrancabermeja, afectando solo al extremo occidente de la actual jurisdicción municipal (La Putana), debidos principalmente a conflictos con las compañías petroleras, gracias a las contradictorias políticas gubernamentales en materia de baldíos. 
Dadas las características mencionadas, y ante las pocas oportunidades de desarrollo existentes para los betulianos, a partir de la década de 1960 ha existido una fuerte tendencia a la migración de jóvenes hacia Bucaramanga, Barrancabermeja Bogotá, y ciudades y pueblos de la Costa Atlántica colombiana, especialmente Barranquilla, Santa Marta, Cartagena de Indias y otras. Allí se han desempeñado principalmente como comerciantes de víveres, en una tendencia clara a la independencia económica.

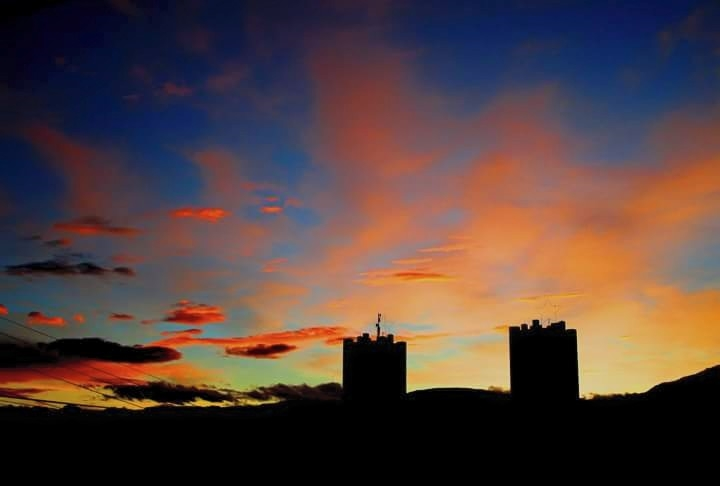
Amanecer betuliano

## Política
Políticamente, Betulia es un pueblo de antecedentes conservadores, en su zona urbana, y liberales, en su zona rural, pero sin una tradición en formación política-partidista. Por otra parte, de acuerdo a testimonios orales y escritos, este pueblo (al menos en su zona urbana) estuvo al margen de conflictos civiles que desangraron a pueblos vecinos, tales como la Guerra de los Mil Días a fines del siglo XIX o la Violencia partidista (liberal-conservadora) de la década de 1950. Además el conflicto armado reciente (guerrillas, estado, paramilitares), aunque tocó al municipio en un par de oportunidades, pronto adquirió de nuevo la relativa calma que siempre la ha caracterizado. Durante muchos años este pueblo no era un sitio estratégico, militar, económica y políticamenta hablando. Todos estos hechos le confirieron una particularidad política dentro de la región.
En los últimos años, gracias a modificaciones en la legislación colombiana que permitieron una mayor descentralización y apertura democrática, el municipio ha venido creando procesos de desarrollo sostenible, aunque con dificultades crecientes. La elección popular de alcaldes (a partir de 1988) posibilitó que personas con aptitudes de liderazgo y con capacidad de gestión hayan podido regentar los destinos de la población, de manera que en pocos años se produjeron transformaciones muy importantes en infraestructura, educación y cultura.  No obstante, la afluencia de recursos por parte del Estado central y sobre todo, de empresas establecidas en la región, como Isagen y su hidroeléctrica, ha generado el interés de empresas electorales ajenas al municipio, que desean controlar y beneficiarse de estos recursos, alimentando una creciente proceso de corrupción y burocratización de la estructura estatal municipal.

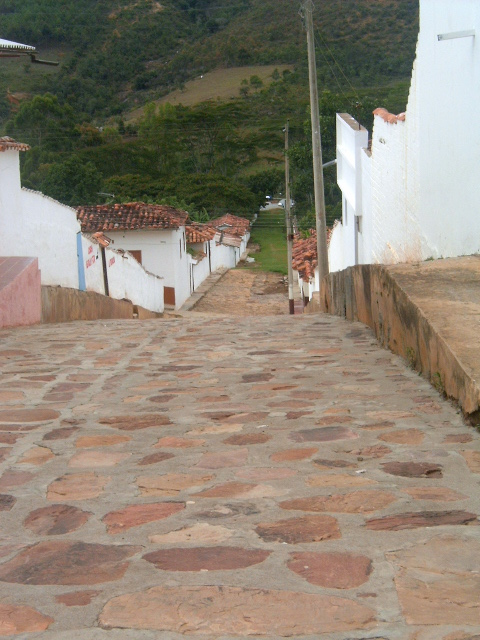
Una de las tranquilas calles betulianas.

## Educación, cultura y religión
Betulia posee escuelas veredales y dos colegios; uno ubicado en el casco urbano con aproximadamente 200 estudiantes y otro ubicado en el corregimiento Tienda Nueva, sobre la vía que de Bucaramanga conduce a Barrancabermeja. Estos colegios incluyen estudios de preescolar, primaria y secundaria. Todos son de carácter público, y alcanzan a cubrir las necesidades educativas básicas de la niñez y la juventud. Todo ello ha posibilitado que en las últimas décadas haya ha aumentado progresivamente la profesionalización de los jóvenes, que antes no tenían oportunidad de estudiar carreras técnicas y universitarias. Dichos estudios, sin embargo, deben realizarse en instituciones ubicadas en ciudades, favoreciendo la emigración de los jóvenes. 
En el campo religioso, Betulia ha estado marcada fuertemente por la Iglesia católica, en cuyo eje giró la vida de los pobladores hasta hace muy poco. Los grupos cristianos protestantes (pentecostales en su mayoría) solo recientemente se han venido introduciendo, aunque de forma creciente. 

## Comunicaciones
La infraestructura de comunicación terrestre de la cabecera municipal con las veredas y otras ciudades es todavía precaria.  Para llegar al centro urbano, la mejor opción es tomar la carretera que va de Bucaramanga a Zapatoca y desde allí, tomar la vía que se dirige al municipio. También se puede arribar siguiendo la vía carreteable que va a San Vicente de Chucurí y desviarse en el sitio denominado "El Ramo".  Al interior de la jurisdicción municipal existen carreteras veredales, pero aún el camino "real" es una vía utilizada con frecuencia para los desplazamientos interiores. La vía principal pavimentada que de Bucaramanga conduce a Barrancabermeja y une a la capital del departamento de Santander con la costa atlántica, Medellín, Bogotá, Honda (carretera panamericana), atraviesa el Corregimiento Tienda Nueva del municipio de Betulia, en el sector Puente Sogamoso, pasando por los centros poblados: La Playa, Tienda Nueva, Las Vegas, Casa de Barro y sirve de vía de acceso a los sectores; la Flor, Aguamieluda, Coloreña y Golondrinas. Esta es la principal y única vía de acceso para los habitantes de estos sectores que se encuentran muy distanciados de la cabecera municipal.
La emisora comunitaria "Betuliana Stereo" ha jugado un papel muy importante en la creación de vínculos de pertenencia entre los habitantes de las distintas veredas y en el rescate de elementos culturales tradicionales que pareceían haber sido arrasados por cuenta de la creciente globalización.

## Sitios turísticos

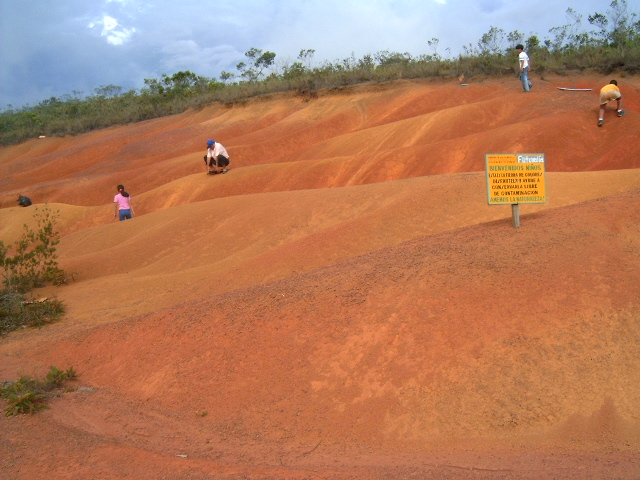
Tierra de Colores.

Betulia fue un lugar de encuentro de dos grupos indígenas precolombinos: los guanes y los yariguíes, y pueden encontrarse restos arqueológicos de este pasado en la región, de los cuales se destaca un cementerio indígena yariguí (a 1 km del poblado) y pinturas rupestres realizadas posiblemente por cazadores-recolectores, en la vereda Chimitá.

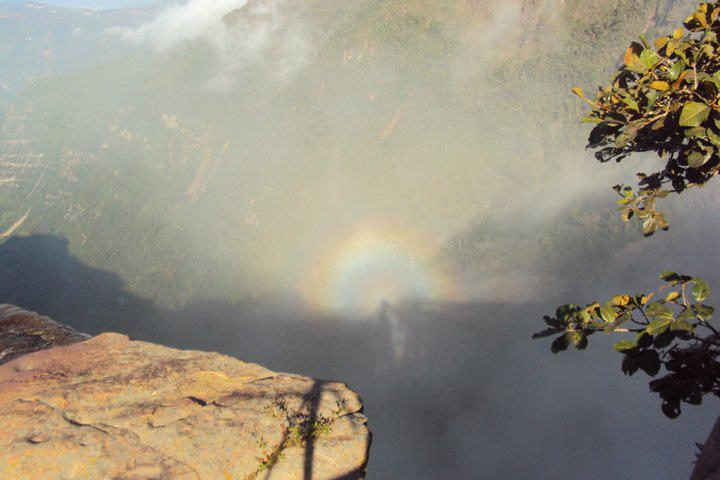
la "antelia", fenómeno natural que se forma al contrastar luz solar y nubes bajas, en Betulia

En la plaza principal se encuentra una curiosa estatua elaborada en piedra presuntamente por ancestros indígenas y que tiene la forma de un uno (1) con ojos y boca. Se le conoce popularmente como el "Dios Mohán". 

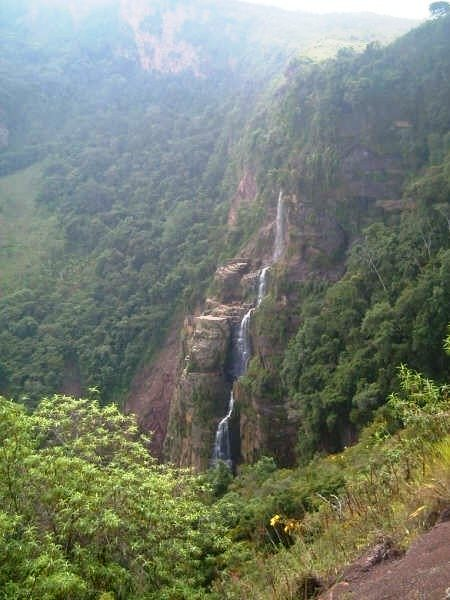
Salto Blanco

- El Salto Blanco: impresionante caída de agua de 180 m de altura.

- Parque nacional natural Serranía de los Yariguíes. Comprende bosques andinos vírgenes, quebradas de agua cristaliana y tierras montañosas que pueden ser recorridas por senderos que las atraviesan.
- Black Inca House: el bosque alto andino ubicado al occidente de la cabecera municipal de Betulia es un remanente aislado del Parque Nacional Natural Serranía de los Yariguíes. Varias rutas recorren este bosque en donde se han registrado 120 especies de aves, entre ellas muchas endémicas como el Inca negro - Black Inca (Coeligena Prunuelli), la pava aburria (Aburria aburri), el chango colombiano (Macroageialus subalaris) y la Grallaria comprapan yariguí (Grallaria ruficapilla ssp. Nov).

- Quebradas "la Cunera" y "la Ramera", con estupendos pozos, donde se realizan tradicionales paseos familiares.

- Cueva de "la Reina".

- Montebello: famosa hacienda construida en el siglo XIX por el colonizador alemán Geo Von Lengerke.

- Río Sogamoso: en su parte baja es navegable y tiene posibilidad de hacer camping y pesca.

- Río Chucurí: atraviesa el municipio de sur a norte.
- Quebrada San Bernardo. Muy visitada por los senderistas, debido a su belleza y al color de sus aguas.

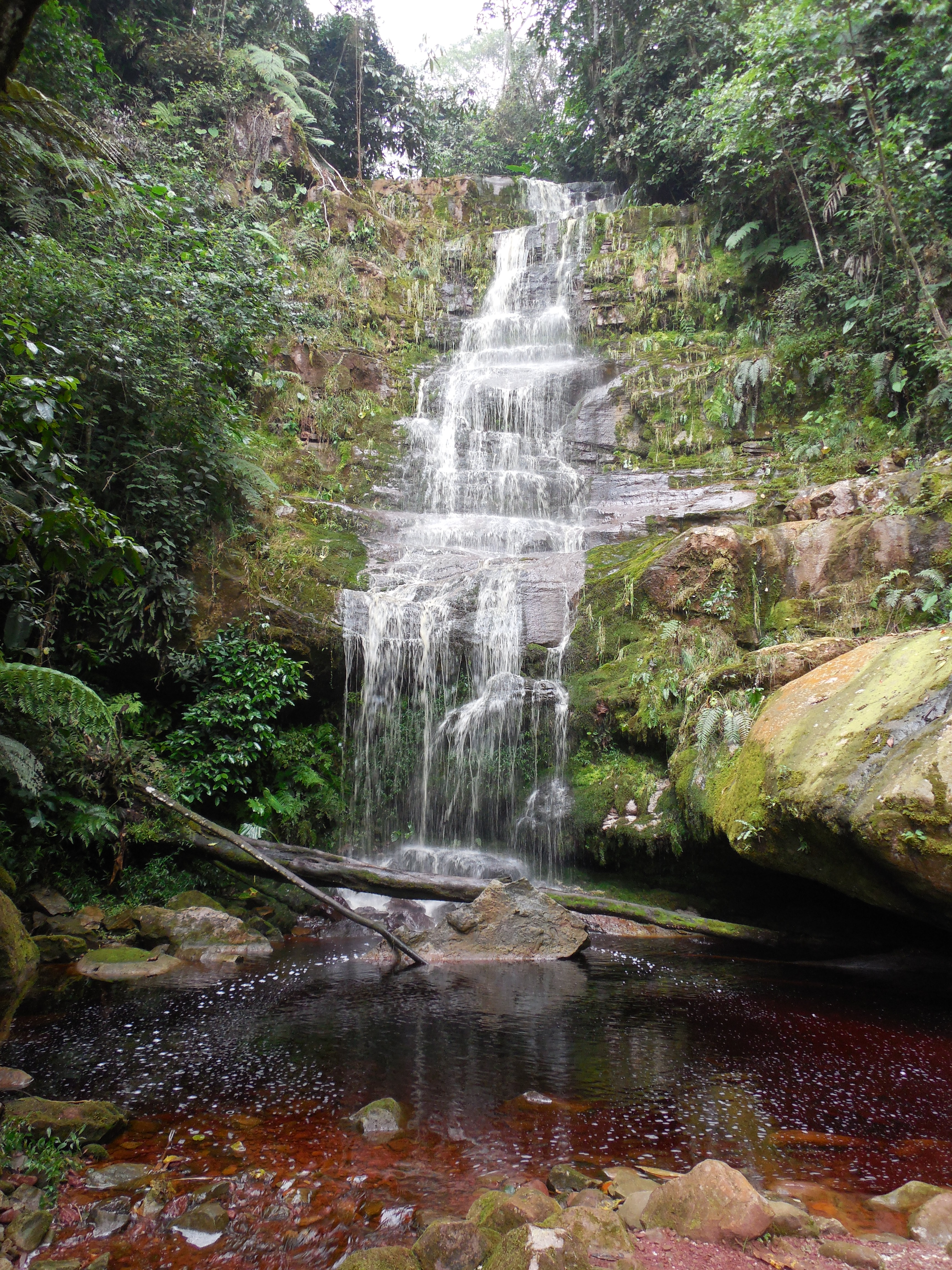
Quebrada San Bernardo, famosa por sus aguas rojo - oscuro, pero perfectamente limpias.

- Tierra de Colores: curioso lugar natural, donde la erosión ha creado un lugar bello por su colorido y propicio para juegos infantiles.

- Mirador de "Juanarias". Desde allí el visitante puede observar la majestuosidad del paisaje andino santandereano, especialmente el cañón del río Sogamoso, las montañas del Páramo de Santurbány poblaciones como Bucaramanga, La Mesa de los Santos y Zapatoca.

- Camino al "Banco": Histórico camino real. Sobre él se tejen infinidad de historias, mitos y leyendas. Atraviesa regiones llenas de bosques, donde se puede entrar en contacto directo con la exuberante naturaleza de la Serranía de los Yariguíes. En su recorrido se encuentran otros atractivos como los son la "Cruz del Muerto", el "Charco de los Miaos" y las cuevas de los "Músicos" y los "Espantos", entre otros.

- Cueva del Indio: Ubicada en la vía que comunica al poblado con el sector del "Ramo". Es una caverna laberíntica que conduce a lo desconocido y que invita a ser descubierta.

- Finca "la Laguna": Ubicada a 1900 m s. n. m. y escasos 10 minutos de la cabecera Municipal. Es un lugar de descanso y de protección de la naturaleza. También es un mirador natural que permite apreciar las montañas del valle del Río Suárez, la ciudad de Bucaramanga y su área metropolitana.

- Embalse de Topocoro - Hidroeléctrica de Sogamoso y/o Hidrosogamoso en el Corregimiento Tienda Nueva.

- Cementerio Indígena: Localizado en cercanías al Salto Blanco, contiene vestigios arqueológicos de las desaparecidas culturas autóctonas Guanes - Yariguies. Actualmente la administración municipal toma las medidas adecuadas para su preservación.

Par aprovechar estos y otros lugares, en la última década se ha venido promoviendo progresivamente la pintoresca geografía del municipio como rutas para distintos grupos de caminantes.